# Luis Bolívar
Pour les articles homonymes, voir Bolívar.
Luis Bolívar Delgado Escobar plus connu comme Luis Bolívar, né le 21 avril 1985 à Panamá (Panamá), est un matador colombien.

## Carrière
- Présentation à Madrid (et débuts en novillada avec picadors) : 19 juillet 2002 aux côtés de Reyes Ramón et José María López. Novillos de la ganadería de Ramón Sorando.
- Présentation en France : Arles (département des Bouches-du-Rhône) le 10 avril 2004 aux côtés de Miguel Ángel Perera et Caro Gil. Un taureau de la ganadería de Martelilla et un de celle de Piedras Rojas.
- Alternative : Valence (Espagne) le 24 juillet 2004. Parrain, « El Juli » ; témoin, César Jiménez. Taureaux de la ganadería de Montalvo.
- Présentation en France en qualité de matador : Alès (département du Gard) le 7 mai  2005 aux côtés de Eduardo Dávila Miura et Luis Vilches. Taureaux de la ganadería des Frères Tardieu.
- Confirmation d’alternative à Madrid : 25 mai 2005. Parrain, Eduardo Dávila Miura ; témoin, Sébastien Castella. Taureaux de la ganadería de d'Atanasio Fernández
- Confirmation d’alternative à Bogota (Colombie) : 18 février 2007. Parrain, « El Juli » ; témoin, « Manzanares ». Taureaux de la ganadería de Juan Bernardo Caicedo.